# Pakarklės miškas
Pakarklės miškas este o arie protejată (arie specială de conservare — SAC, sit de importanță comunitară — SCI) din Lituania întinsă pe o suprafață de 239,37 ha, integral pe uscat.

## Localizare
Centrul sitului Pakarklės miškas este situat la coordonatele 55°01′04″N 23°36′03″E / 55.0178°N 23.6008°E.

## Înființare
Situl Pakarklės miškas a fost declarat sit de importanță comunitară în martie 2009 pentru a proteja un număr necunoscut de specii din flora spontană și fauna sălbatică aflate în arealul zonei. Situl a fost protejat și ca arie specială de conservare în octombrie 2020.

## Biodiversitate
Situată în ecoregiunea boreală, aria protejată conține 7 habitate naturale: Pajiști fino-scandinave uscate până la mezice, bogate în specii de altitudine mică, Taiga vestică, Păduri caducifoliate bătrâne naturale hemiboreale fino-scandinave (Quercus, Tilia, Acer, Fraxinus sau Ulmus) bogate în specii epifite, Păduri fino-scandinave bogate în ierburi cu Picea abies, Păduri de conifere pe eskere fluvioglaciare sau legate la acestea, Păduri de stejar sau de stejar și carpen sub-atlantice și medio-europene de Carpinion betuli, Păduri pe pante, grohotișuri și ravene de Tilio-Acerion.
La baza desemnării sitului se află un număr nedeclarat de specii protejate.
Pe lângă speciile protejate, pe teritoriul sitului au mai fost identificate 1 specie de plante.